# Maha Thammaracha
Re Maha Thammaracha, in lingua thai: พระมหาธรรมราชาธิราช, conosciuto anche come Maha Thammaracha Thirat e Sanphet I (1515 – luglio 1590), è stato il 18º sovrano del Regno di Ayutthaya, fondato nel 1350 da Ramathibodi I nell'odierna Thailandia.
Divenne re nel 1569 quando il predecessore, il cognato Mahinthra Thirat, fu deportato dai birmani della Dinastia di Toungoo che avevano invaso il regno ed avevano conquistato la capitale Ayutthaya, espugnata per la prima volta nella sua storia. L'evento pose fine alla Dinastia di Suphannaphum e diede inizio a quella di Sukhothai, di cui Maha Thammaracha fu il capo-stipite. Fu posto sul trono come vassallo dal re birmano Bayinnaung, al quale si era sottomesso sin dalla precedente invasione del 1564 consegnando la Città di Phitsanulok, di cui era governatore dal 1549.
Durante il suo regno, nel 1583 Ayutthaya si liberò del dominio birmano grazie alle imprese di Naresuan, figlio e generale dell'esercito di Maha Thammaracha, che sconfisse i birmani in diverse occasioni. La cacciata dei birmani diede il via alla rinascita del Regno di Ayutthaya, la cui crisi si trascinava da diversi decenni.

## Biografia

### La casa reale di Sukhothai
Alla nascita fu chiamato Phiren Thorathep, il padre era discendente della casa reale di Sukhothai e la madre era membro della famiglia reale di Ayutthaya. Il vecchio Regno di Sukhothai era stato sottomesso da Ayutthaya nel 1378, e ai sovrani della Dinastia Phra Ruang era stato concesso di continuare a regnare come vassalli spostando la capitale a Phitsanulok. Nel 1438 era salito al trono di Phitsanulok il principe Ramesuan, la cui madre era della Dinastia di Sukhothai ed il padre re di Ayutthaya. In tal modo furono unificati i due regni. Ramesuan era poi diventato re di Ayutthaya col nome regale Trailokanat ed il titolo di re di Phitsanulok era diventato appannaggio esclusivo degli eredi al trono di Ayutthaya, membri della Dinastia di Suphannaphum.
Malgrado la perdita del trono, i discendenti della Dinastia Phra Ruang di Sukhothai avevano continuato ad esercitare una certa influenza alla corte di Phitsanulok. Il ritorno sul trono di questa casa reale fu favorito dalla crisi in cui entrò Ayutthaya nel XVI secolo, aggravata dalle tre invasioni degli emergenti birmani della Dinastia di Toungoo.

### Crisi dinastica di Ayutthaya
Nel 1529 era morto re Ramathibodi II, durante il cui regno i portoghesi avevano aperto uffici commerciali nelle città siamesi ed avevano introdotto armi da fuoco mai viste nel sudest asiatico. In quel periodo e grazie a tali armi, Ayutthaya sconfisse duramente il Regno Lanna, ponendo fine al secolare conflitto tra i due Stati. Dei cinque sovrani che gli succedettero, quattro furono assassinati da membri della casa reale di Ayutthaya.
Il figlio di Ramathibodi II, Borommaracha IV, morì di vaiolo nel 1533, e nei quattro anni in cui regnò, il principale evento fu l'ascesa al trono del Regno di Toungoo di Tabinshwehti, il quale iniziò l'espansione che avrebbe riunificato la Birmania nel 1545. A Borommaracha IV succedette il figlio Ratsada, un bambino di cinque anni che dopo soli cinque mesi fu fatto uccidere da Chairacha, un altro figlio di Ramathibodi II.
Chairacha si fece proclamare re nel 1534 e scacciò i birmani che avevano occupato una città di confine, in quello che fu il primo confronto tra i regni di Ayutthaya e di Toungoo. Temendo che i birmani sconfinassero oltre il Saluen, Chairacha istituì posti di guardia lungo le frontiere tra i due Stati. Il sovrano fu assassinato nel 1546 da una delle sue consorti di rango minore, la principessa Sri Sudachan, dalla quale aveva avuto i principi Yot Fa, nato nel 1535, e Sri Sin, nato nel 1541. Il trono fu assegnato a Yot Fa, che aveva a quel tempo undici anni, mentre la reggenza fu affidata alla stessa Sri Sudachan e a Thianracha, fratellastro di Chairacha.

### Governatore di Phitsanulok
Dopo qualche tempo, vi furono attriti fra i due reggenti e Thianracha lasciò gli incarichi di Stato per entrare in monastero come monaco buddhista. La reggente affidò poi un alto incarico a corte al proprio amante Worawongsa, insieme al quale tramò per impadronirsi del trono. I due fecero uccidere il giovane re Yot Fa nel 1548 e il trono fu affidato a Worawongsa, il cui regno durò solo alcune settimane.
Fu proprio il principe Phiren Thorathep, alla guida di altri lealisti facenti parte del clan di Sukhothai, a pianificare l'assassinio dell'usurpatore dopo essersi assicurato che Thianracha fosse disponibile a diventare re. I cospiratori tesero l'imboscata all'usurpatore e alla sua amante nei pressi di Ayutthaya; considerato indegno di un trattamento regale, Worawongsa non fu ucciso nel classico modo in cui venivano giustiziati i membri della casa reale, che venivano legati in un sacco e percossi con legno di sandalo, ma venne decapitato dallo stesso Phiren Thorathep assieme a Sri Sudachan e alla bimba che questa aveva da poco partorito. Thianracha fu prelevato dal monastero e venne acclamato sovrano con il nome regale Maha Chakkraphat. Si prese in carico la tutela del nipote Sri Sin e ricompensò con generosità i nobili che lo avevano posto sul trono. In particolare, diede in sposa la propria figlia Wisutkasat a Khun Phiren Thorathep, che fu nominato governatore di Phitsanulok con il titolo regale Maha Thammaracha.

### Prima invasione birmana
Informato sul periodo di crisi che stava attraversando Ayutthaya, il re birmano Tabinshwehti invase il Siam prendendo a pretesto degli scontri che si erano verificati lungo le frontiere tra i due Stati. Senza incontrare particolare opposizione, i birmani si accamparono nei pressi di Ayutthaya. I siamesi avevano concentrato le difese nella capitale ed ingaggiarono battaglia nel febbraio del 1549. L'esercito uscì dalla città comandato da re Maha Chakkrraphat e parteciparono allo scontro anche la regina Suriyothai e la figlia principessa Boromdhilok. L'armata siamese raggiunse la colonna comandata dal viceré di Prome e, com'era consuetudine di quel tempo, i due comandanti si affrontarono in un duello testa a testa sul dorso degli elefanti. Il re siamese fu salvato dall'eroico sacrificio della moglie Suriyothai, che morì combattendo e permise all'esercito di ricomporsi e fare rientro in città.
Il successivo assedio di Ayutthaya si protrasse per lungo tempo a fasi alterne senza che i birmani riuscissero a penetrare all'interno delle mura. Quando Tabinshwehti seppe che stava arrivando a supporto degli assediati un grosso esercito da Phitsanulok, comandato da Maha Thammaracha, e che nella capitale Pegu era in corso una ribellione dei mon, diede l'ordine di ritirata. Stanchi per l'assedio e a corto di viveri, i birmani tesero un'imboscata agli inseguitori riuscendo a catturare il principe Ramesuan e lo stesso Maha Thammaracha, ed imposero a Maha Chakkraphat di poter lasciare il Siam incolumi in cambio della riconsegna dei due principi.

### Il secondo impero birmano
Per proteggere Ayutthaya da eventuali nuove invasioni, Maha Chakkraphat prese diversi accorgimenti e riorganizzò il sistema di chiamata alle armi. Diede inoltre ordine di catturare il maggior numero possibile di elefanti, considerati fondamentali per la guerra. Al ritorno dalla campagna in Siam, il re birmano Tabinshwehti entrò in un grave periodo di crisi personale e ne approfittarono i popoli assoggettati in precedenza, le cui ribellioni frantumarono il regno. Il generale Bayinnaung assunse la reggenza e mentre combatteva per soffocare una rivolta lontano dalla capitale, una nuova ribellione dei mon di Pegu portò nel 1550 all'assassinio di Tabinshweti. Bayinnaung riuscì a ristabilire un proprio regno nel 1551 nella vecchia capitale Toungoo.
Al comando di Bayinnaung, che è stato definito il Napoleone della Birmania, l'esercito di Toungoo divenne un'invincibile macchina da guerra. Nel giro di pochi anni fu nuovamente riunificato il paese, furono riprese Pegu, Prome, e Ava, vennero annessi i principati shan e fu conquistata una parte del Regno di Chiang Hung. In virtù delle sue conquiste, Bayinnaung fu in grado di regnare su un largo impero, il più grande mai esistito nel sudest asiatico ed il secondo dei birmani tre secoli dopo la caduta del Regno di Pagan.
Sul trono del Regno Lanna, a sua volta afflitto da una lunga crisi, fu posto il principe laotiano Setthavongsa, che venne chiamato in patria nel 1550 per succedere al defunto padre Phothisarat I come sovrano di Lan Xang con il nome regale Setthathirat. Fu dichiarato decaduto dall'aristocrazia di Chiang Mai e al suo posto fu acclamato re lo shan Mekuti di Mueang Nai, imparentato con la famiglia reale lanna. Nel 1557, i birmani sottomisero definitivamente il Regno Lanna, il cui re Makuti aveva appoggiato i ribelli shan. Fu così che Lanna perse per sempre l'indipendenza a 265 anni dalla fondazione. Come era consuetudine birmana di quel tempo, a Mekuti fu concesso di continuare a governare come vassallo.

### Seconda invasione birmana e distacco di Phitsanulok da Ayutthaya
Tra i vari elefanti fatti catturare da Maha Chakkraphat ce n'era qualcuno bianco, considerato sacro nel sudest asiatico e simbolo di potere regale. Il pretesto per scatenare il secondo conflitto siamese-birmano fu il rifiuto del re siamese di cedere due di questi pachidermi sacri a Bayinnaung, che li aveva richiesti. Per questo motivo la seconda invasione birmana è passata alla storia anche come la "guerra dell'elefante bianco".
Le operazioni presero il via nell'autunno del 1563 e furono facilitate dal fatto di partire da Chiang Mai, nonché dalle epidemie e dalla carestia che in quel periodo affliggeva la parte settentrionale del Regno di Ayutthaya. Furono conquistate con facilità le città del nord e Maha Thammaracha, constatata la superiorità nemica, consegnò Phitsanulok al nemico e ingrossò l'esercito di Bayinnaung mettendogli a disposizione 70.000 uomini. A titolo di garanzia dovette consegnare come ostaggi agli invasori i propri figli Naresuan e Ekathotsarot, e sarebbe rimasto per diversi anni un fedele vassallo dei birmani.
Le truppe di Pegu giunsero ad Ayutthaya nel febbraio del 1564 ed iniziarono a bombardare la città. Vistosi perduto, Maha Chakkraphat scese a patti con Bayinnaung che, nella fretta di tornare in patria, acconsentì a ritirarsi imponendo pesanti condizioni. Ayutthaya diveniva uno stato vassallo della Birmania e si impegnava a versare tributi annuali, venivano ceduti quattro elefanti bianchi ed era riconosciuto ai birmani il diritto di sfruttamento di Mergui, a quel tempo il maggiore porto della regione per volume di scambi commerciali. Furono deportati in Birmania alcuni membri della casa reale come ostaggi, tra questi vi fu sicuramente il principe Ramesuen e probabilmente lo stesso Maha Chakkraphat.

### Conflitto con il re di Lan Xang
Anche il Regno di Lan Xang era minacciato dai birmani, tanto che la capitale era stata spostata per ragioni di sicurezza da Luang Prabang a Vientiane nel 1560. Il re Setthathirat propose al re di Ayutthaya di stringere alleanza in funzione anti-birmana, chiedendogli in sposa la principessa Thep Krasatri. Ne venne informato Maha Thammaracha che a sua volta informò Bayinnaung, il quale fece rapire e deportare a Pegu la principessa nell'aprile del 1564. Da quel momento, Setthathirat concentrò i suoi sforzi bellici contro il re di Phitsanulok.
In seguito, Ayutthaya chiese l'aiuto di Setthathirat per riprendere il controllo di Phitsanulok, approfittando che l'esercito birmano era impegnato in altre campagne militari. Setthathirat si pose a capo di un esercito di 280.000 uomini e 2.500 elefanti che pose sotto assedio la città nel 1567. La piccola armata di Ayutthaya che raggiunse Phitsanulok via fiume fu respinta da un esercito birmano di 10.000 uomini accorso in aiuto degli assediati. Le truppe di Setthathirat finsero di ritirarsi dopo 20 giorni di assedio e tesero un'imboscata alle armate che le inseguirono. La tattica si rivelò vincente e i contingenti birmani e di Phitsanulok vennero decimati.

### Terza invasione birmana
L'esercito di Bayinnaung riprese subito il controllo del Siam. Nell'aprile del 1568, Maha Chakkraphat ritornò sul trono e provò a impadronirsi di Phitsanulok, approfittando che Maha Thammaracha era in visita a Pegu. La reazione birmana fu durissima, Bayinnaung tornò con un esercito ancora più grande di quello della precedente invasione e nel dicembre del 1568 fu nuovamente posta sotto assedio la capitale. Anche questa volta i birmani erano accompagnati dalle truppe di Phitsanulok e Chiang Mai. Maha Chakkraphat morì il mese successivo, mentre era in corso l'assedio, ed il trono fu nuovamente affidato a Mahinthra Thirat. Questi confermò la propria incapacità e diede l'incarico di organizzare le difese a Phraya Ram, il governatore di Kamphaeng Phet che si era rifugiato nella capitale. Nell'agosto del 1569 Ayutthaya fu espugnata per la prima volta nella sua storia, l'intera famiglia reale fu deportata a Pegu e Mahinthra Thirat morì durante il trasferimento.

### Ascesa al trono
Bayinnaung pose sul trono del Siam come vassallo Maha Thammaracha, conferendogli il nome regale Sanphet I, che fondò la Dinastia di Sukhothai, ponendo fine dopo due secoli alla Dinastia di Suphannaphum. Tra i primi provvedimenti presi da Bayinnaung vi fu lo smantellamento delle difese di Ayutthaya. Oltre alla famiglia reale, fu deportata anche la maggior parte della cittadinanza e nella capitale rimasero 10.000 abitanti, contro i 150.000 del 1544. Furono introdotti il calendario birmano e molte delle leggi in vigore a Pegu, basate sull'antico codice di comportamento delle Leggi di Manu, da lungo tempo obsoleto in Siam ma ancora usato a quel tempo in Birmania.

### Invasioni cambogiane e ricostruzione delle difese
Come spesso era successo in passato, il sovrano cambogiano cercò di approfittare della crisi di Ayutthaya. Pensando di poter saccheggiare con facilità la capitale priva di difese e di deportare un buon numero di prigionieri di guerra, l'attacco ebbe luogo nel 1570. I siamesi ressero l'urto dell'esercito khmer e opposero una stregua difesa che costrinse al ritiro gli invasori dopo avergli inflitto pesanti perdite. Analogo esito ebbero altre invasioni cambogiane degli anni successivi.
Malgrado i lutti e i disagi che comportarono, queste invasioni si rivelarono provvidenziali per i progetti di indipendenza siamesi. Diedero modo a Maha Thammaracha di ordinare la ricostituzione delle difese della città con il consenso di Bayinnaung, che in tal modo affidava ai siamesi la protezione dell'impero birmano. Furono ricostruite le mura, scavati nuovi fossati ed acquistati cannoni dagli europei.

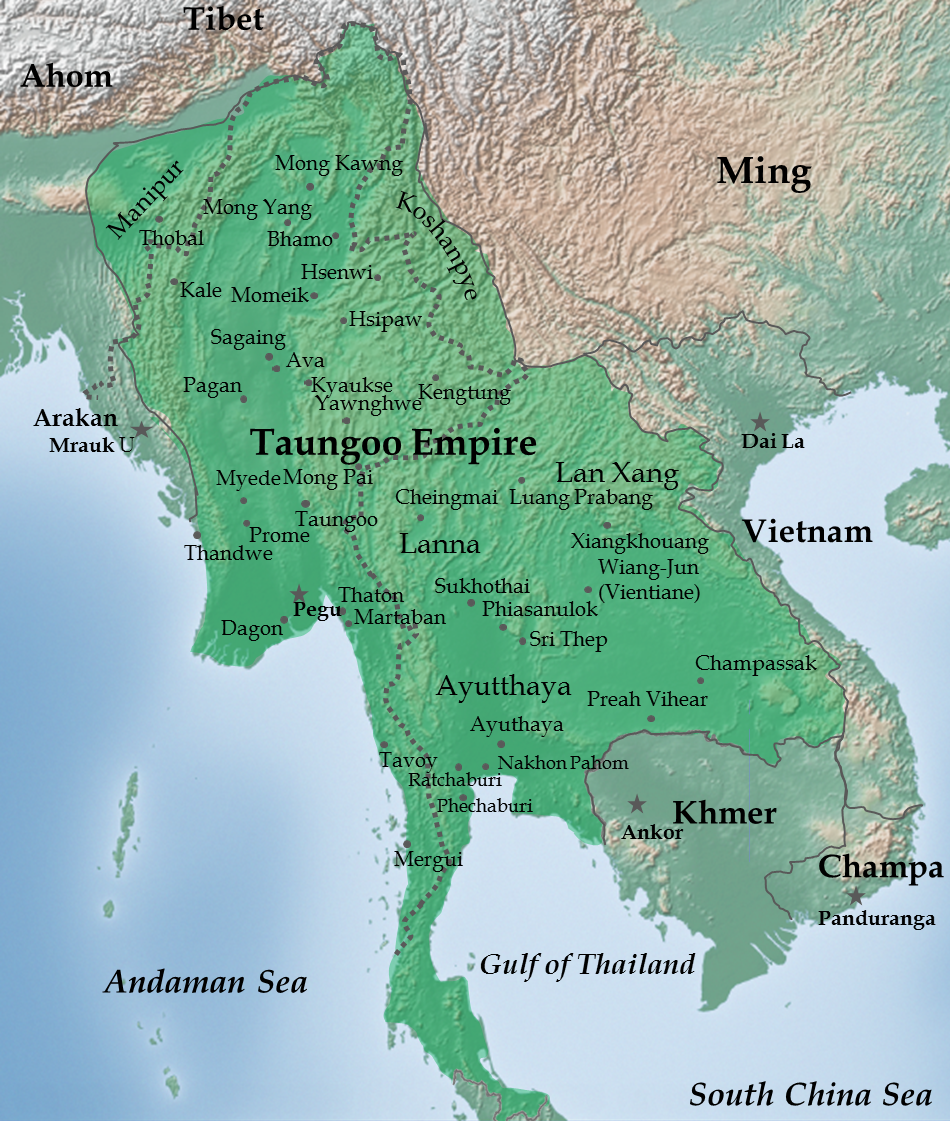
Massima espansione dell'Impero di Toungoo, nel 1580

### Ritorno di Naresuan e Ekathotsarot
Maha Thammaracha propose a Bayinnaung la liberazione dei propri figli Naresuan e Ekathotsarot, che erano ostaggi dei birmani dall'invasione del 1564, in cambio della figlia, la principessa Supankanlaya. Il re birmano accettò l'offerta, la principessa siamese si sacrificò ad essere la sua concubina e i fratelli tornarono in patria nel 1571. Il primogenito Naresuan fu subito nominato viceré ed erede al trono con la carica di Uparat e, come da tradizione, gli fu assegnato il trono di Phitsanulok.
Alla morte di Setthathirat, nel 1574 Bayinnaung sferrò un nuovo attacco contro Lan Xang, che grazie all'abilità del defunto sovrano aveva conservato l'indipendenza respingendo diversi attacchi dei birmani. L'esercito di Ayutthaya fu reclutato per appoggiare l'invasione e partì alla volta di Vientiane capeggiato da Maha Thammaracha e Naresuan, mentre a Ekathotsarot fu affidata la reggenza della capitale. Lungo il tragitto, Naresuan contrasse il vaiolo e i siamesi si ritirarono, mentre i birmani riuscirono nell'intento, Con la conquista di Lan Xang, Bayinnaung ottenne la massima espansione territoriale del suo vasto impero, e fece deportare il re Sen Surintra e l'erede al trono No Keo Kuman.

### Nuove invasioni cambogiane
Nel 1575 e nel 1578 si registrarono altre due invasioni cambogiane. Entrambe furono respinte, ma gli invasori riuscirono a portare con sé molti prigionieri, un evento negativo per il depopolato Siam di quegli anni. In entrambe le invasioni, Naresuan si distinse per il proprio coraggio, destando l'ammirazione e le preoccupazioni dei birmani. Nel 1580, nuove fortificazioni furono erette ad Ayutthaya. Due anni dopo ebbe luogo una ribellione nel Siam orientale. I rivoltosi furono dispersi dopo l'uccisione del loro capo Yan Prajien, che si era asserragliato a Lopburi.
In quello stesso anno ci fu uno sconfinamento dei cambogiani, che si impadronirono di Phetchaburi e si ritirarono con un gran numero di prigionieri. Nel 1582 penetrarono ancora in Siam, venendo respinti per l'ennesima volta. Le invasioni dei cambogiani e dei birmani, nonché i pesanti tributi che i siamesi dovevano pagare a questi ultimi, furono un disastro per l'economia del regno, anche per le deportazioni fatte dagli invasori che avevano lasciato Ayutthaya con pochissima forza lavoro.

### Morte di Bayinnaung e indipendenza siamese
Nel novembre del 1581, re Bayinnaung morì mentre stava cercando di conquistare il Regno di Arakhan, l'odierno Stato Rakhine. Il Regno di Toungoo fu affidato al figlio Nandabayin il quale, privo dell'abilità e del carisma del padre, vide in pochi anni disgregarsi l'immenso impero. Il nuovo sovrano invitò a rendergli omaggio i re vassalli e i governatori di tutte le parti dell'impero e da Ayutthaya fu inviato Naresuan. Mentre il principe siamese si trovava a Pegu, scoppiò una rivolta degli shan di Mueang Kum, e Nandabayin inviò un esercito di cui fecero parte anche Naresuan e le proprie truppe. Fu proprio grazie a Naresuan che venne domata la rivolta, ma ciò costituì motivo di attrito con l'erede al trono birmano. Al suo ritorno in Siam nel 1582, Naresuan si era convinto della debolezza dei birmani e cominciò a pianificare l'indipendenza di Ayutthaya, i preparativi per la guerra iniziarono l'anno successivo.
Nel 1584 scoppiò una rivolta contro Nandabayin a Ava, ed il sovrano birmano chiamò nuovamente Naresuan a collaborare per sopprimerla. In realtà, l'invito di Nandabayin nascondeva un complotto per ucciderlo. Gli emissari inviati alla frontiera per riceverlo, rivelarono a Naresuan di essere venuti per assassinarlo. Subito il principe convocò tutti gli ufficiali siamesi e birmani presenti nella zona ed annunciò ufficialmente la rottura dell'alleanza tra Ayutthaya e Pegu. Lo storico annuncio fu dato nel maggio del 1584 a Mueang Khreng. Il principe siamese radunò a sé un gran numero di locali volontari, con i quali ingrandì il proprio esercito che marciò su Pegu. L'assedio ebbe inizio e subito dopo giunse la notizia che Nandabayin, con il grosso delle truppe, stava tornando vittorioso dalla spedizione contro Ava. Ciò rovinò i piani di Naresuan, che sperava di affrontare un esercito in rotta e ordinò di liberare i siamesi detenuti a Pegu, fare quanti più prigionieri di guerra fosse possibile e iniziare la ritirata. Le truppe che Nandabayin mandò ad inseguirlo, guidate dall'erede al trono, subirono una grande sconfitta lungo il fiume Sittaung, la prima subita dai birmani contro i siamesi dagli scontri di frontiera del 1534.
Subito dopo, i birmani chiesero che venissero riconsegnati dei prigionieri shan fuggiti e rifugiatisi a Phitsanulok. Al rifiuto opposto da Naresuan, che confermò in tal modo l'indipendenza di Ayutthaya, Nandabayin spedì un nuovo esercito in Siam che fu respinto nella zona di Kamphaeng Phet. I governatori siamesi di Phichai e Sawankhalok, che si erano rifiutati di unire le proprie truppe a quelle di Ayutthaya, furono giustiziati. Sempre nel 1584 giunse in Siam un gruppo di francescani, che costruirono una chiesa nel villaggio portoghese di Ayutthaya.

### Prima alleanza siamese-cambogiana e nuove vittorie contro i birmani
Fu in questo periodo che ebbe luogo un evento epocale, il re di Cambogia si rese conto della ritrovata potenza dei siamesi ed offrì ad Ayutthaya un'alleanza in funzione anti-birmana, che fu accettata. Per la prima volta nella storia, gli eserciti khmer e quelli siamesi combatterono uniti. La prima occasione fu durante la nuova grande invasione del dicembre 1584, in previsione della quale Naresuan fece evacuare le città settentrionali e concentrò tutta la popolazione a difesa della capitale. Fu fatta terra bruciata sulla strada che i birmani avrebbero percorso, e furono portati ad Ayutthaya tutti i raccolti e quanto altro avrebbe potuto essere utile al nemico.
Una prima armata birmana attaccò da ovest e il suo piano era di congiungersi ad Ayutthaya con la grossa armata proveniente da Chiang Mai. Il piano fallì, la prima armata giunse con largo anticipo e fu facilmente respinta oltre confine dall'agguerrito esercito di Ayutthaya. La seconda arrivò 15 giorni dopo e le numerose azioni di guerriglia siamesi la costrinsero a ritirarsi a Kamphaeng Phet, dove i suoi comandanti ricevettero ordini di prepararsi per una nuova campagna. Tre armate birmani si disposero in diverse zone in attesa della stagione propizia per il nuovo attacco. La prima di tali armate fu annientata nell'aprile del 1586, molti furono i prigionieri fatti dai siamesi ed i superstiti tornarono a Chiang Mai. Nel corso della battaglia vi furono scortesie tra Naresuan ed il generale a capo dell'esercito cambogiano, fratello del re, che portarono alla rottura dell'alleanza.
La nuova campagna dei birmani ebbe inizio nel novembre del 1586, e per la prima volta una delle sue armate fu guidata dal re Nandabayin in persona. Ancora una volta furono concentrate le difese ad Ayutthaya e fu lasciato agibile un corridoio a sud, verso il mare, rendendo deserte e inutilizzabili tutte le altre zone. Le tre armate birmane provenienti da est, nord e ovest arrivarono insieme ad Ayutthaya nel gennaio 1587 e cinsero d'assedio la città. I principi Naresuan e Ekathotsarot si resero protagonisti di grandi gesti di eroismo e furono inflitte grandi perdite al nemico che, con l'approssimarsi delle grandi piogge, si ritirò nel maggio successivo. Secondo fonti birmane, un nuovo assedio fu posto ad Ayutthaya l'anno seguente, evento di cui non si trova riscontro nelle cronache siamesi.
Nei primi mesi del 1587, ci fu un'invasione anche da parte dei cambogiani, che intesero vendicarsi del trattamento subito dal fratello del re e di nuovo occuparono Prachinburi. Appena i siamesi respinsero i birmani, si precipitarono a scacciare ed inseguire i cambogiani. Le truppe di Ayutthaya occuparono Battambang e Pursat e continuarono l'inseguimento fino a Lovek, la capitale dei khmer. Rimasti a corto di viveri, i siamesi si ritirarono ma Naresuan si ripromise di tornare a punire l'inaffidabilità dell'ex alleato.

### Morte e successione
Maha morì nel luglio del 1590. Sovrano controverso, eroico in gioventù e remissivamente sottomesso ai birmani in età adulta, lasciò le incombenze del regno ai propri figli negli ultimi anni di vita. Gli succedette l'eroico Naresuan, che nominò Ekathotsarot Uparat ma non gli assegnò il trono di Phitsanulok, come era da lunga tradizione dei sovrani precedenti. Lo tenne con sé ad Ayutthaya e gli riservò un trattamento di suo pari, facendolo diventare come un secondo sovrano del regno. Ebbe così fine il titolo di re di Sukhothai, che spettava all'erede al trono di Ayutthaya e al governatore di Phitsanulok. Quest'ultima, al pari delle altre città settentrionali del regno, sarebbe rimasta deserta per alcuni altri anni.